# Elektrická synapse

Princip synapse

Elektrická synapse je mechanická a elektrická vazba v cca 3,5 nm tenké mezeře mezi presynaptickým a sousedním postsynaptickým neuronem (gap junction). Oproti mezeře v chemické synapsi je tato mezera cca 10× kratší. V mnoha organismech existují oba typy synapsí vedle sebe.